# Anders Lange
Anders Lange (* 5. September 1904 in Aker bei Oslo; † 18. Oktober 1974 in Bærum) war ein norwegischer Journalist und Politiker. Er gilt als Gründer der rechtspopulistischen Fremskrittspartiet (FrP).

## Ausbildung und Beruf
Lange war von 1924 bis 1927 als Waldarbeiter tätig und arbeitete zwei Jahre als Versuchsleiter in einer Baumschule in Argentinien. 
Nach seiner Rückkehr nach Norwegen war er zwischen 1930 und 1938 Sekretär bei Fedrelandslaget in, einer rechtskonservativen Organisation, die 1936 Adolf Hitler und Benito Mussolini für den Friedensnobelpreis vorschlagen sollte. Er arbeitete zunächst in Kristiansand und wechselte 1935 nach Oslo. Anschließend war er bis 1940 Generalsekretär bei der Landesvereinigung der norwegischen Marine, dessen Ziel der Aufbau einer starken Armee war.
Während seiner Zeit beim Fedrelangslaget, fuhr er häufig mit einem LKW in südnorwegischen Gebieten umher, um Reden zu halten. Dabei sprach er sich häufig deutlich gegen die Arbeiderpartiet aus. Dabei kam es auch mehrfach zu gewalttätigen Aktionen zwischen Lange und den Zuhörern. Während der deutschen Besatzung Norwegens zwischen 1940 und 1945 wurde er mehrfach wegen illegaler Arbeit inhaftiert.
Nach dem Krieg konnte er nicht in die Organisationen, denen er davor angehörte zurückkehren, da die norwegische Bevölkerung durch die Eindrücke des Krieges von seinen Positionen abwanderte. Zwischen 1945 und 1947 war er Präsident des norwegischen Kennel Clubs (Norsk Kennel Klub). 1948 wurde er Herausgeber der Hunde-Zeitschrift Hundeavisen. 1953 zog er sich zurück. Nach seiner Rückkehr 1960 wandelte er die Zeitschrift in eine politische Zeitung antikommunistischer Prägung um. Hier bekundete Lange wiederholt seine Unterstützung für das Apartheidregime in Südafrika. Außerdem äußerte er in seinen Texten den Wunsch nach Steuersenkungen. Im Jahr 1961 veröffentlichte er Pläne, eine Unabhängigkeits-Partei zu gründen. Diese Pläne setzte er jedoch nie um. Ab 1962 wirkte er als Herausgeber und Redakteur der Anders Lange Avis.

## Politischer Werdegang
Am 8. April 1973 gründete er die Anders-Lange-Partei (ALP), in der Langform auch Anders Langes Parti til sterk nedsettelse av skatter, avgifter og offentlige inngrep (deutsch: Anders Langes Partei für eine starke Reduzierung von Steuern, Abgaben und öffentlichen Eingriffen). Sie wurde später in Fremskrittspartiet (FrP) umbenannt. Ein früherer Agent des südafrikanischen Geheimdienstes behauptete später, die ALP sei anfänglich von der Regierung Südafrikas finanziert worden.
Bei der Parlamentswahl im September 1973 erreichte die neue Partei 5 % der Stimmen und Lange schaffte er den Einzug in das norwegische Parlament, das Storting. Er sollte dort ursprünglich bis 1977 den Wahlkreis Oslo vertreten und wurde Fraktionsvorsitzende der ALP. Er starb jedoch am 18. Oktober 1974 und der spätere FrP-Chef Carl I. Hagen übernahm Langes Mandat für die verbleibende Zeit der Legislaturperiode.

## Politische Positionen
Innenpolitisch setzte sich Lange unter anderem für liberale Positionen wie Steuersenkungen ein. Er äußerte sich wiederholt rassistisch. So vertrat er etwa den Standpunkt, dass Dunkelhäutige die Führung von Weißen bräuchten. Allerdings sprach er sich gegen Vidkun Quisling, den während der Besatzungszeit von den Deutschen eingesetzten Ministerpräsidenten, aus.
Lange gilt als einer der ersten Norweger, die sich für Umweltschutz aussprachen.